# Marseille (revue)
 (août 2023).
Pour les articles homonymes, voir Marseille (homonymie).
Marseille est une revue municipale culturelle fondée en 1936, consacrée à la culture à Marseille, principalement les arts et l'histoire de la ville. 

## Historique
La création de la revue Marseille remonte à octobre 1936, date de la parution du premier numéro réalisée à l'initiative d'Émile Isnard (1883-1964), archiviste en chef de la ville de Marseille (1912-1945), qui voulait créer une revue municipale illustrée en supplément au bulletin municipal officiel de Marseille. Le but était la promotion de l'image de la ville.
Après diverses interruptions durant la Seconde Guerre mondiale, le maire Michel Carlini rétablit la parution régulière de la revue jusqu'à aujourd'hui. 
Elle sera dirigée d'abord par Joseph Billioud, bibliothécaire et archiviste, animateur de la revue Provence historique. 
Francis Chamant lui succède et accentue l'audience de la revue grâce à sa grande connaissance des milieux intellectuels associatifs marseillais. Roger Duchêne, devenu directeur, donne un nouvel essor en choisissant de réaliser des numéros thématiques. Pierre Echinard, académicien, docteur en histoire, lui succède pendant vingt-trois ans.
Depuis le printemps 2018, la direction de la revue Marseille est assurée par Patrick Boulanger, académicien, docteur en histoire, spécialiste de la Méditerranée moderne et contemporaine.

## L'équipe actuelle
L'équipe de direction de la revue est la suivante :
- Directeur de la publication : Véronique Brambilla
- Directeur de la revue et responsable de la rédaction : Patrick Boulanger
- Direction technique et conseiller culturel : Emmanuel Laugier
- Rédacteur en chef : Jean-François Cauquil
- Impression : Azur Offset